# 第一阪神国道

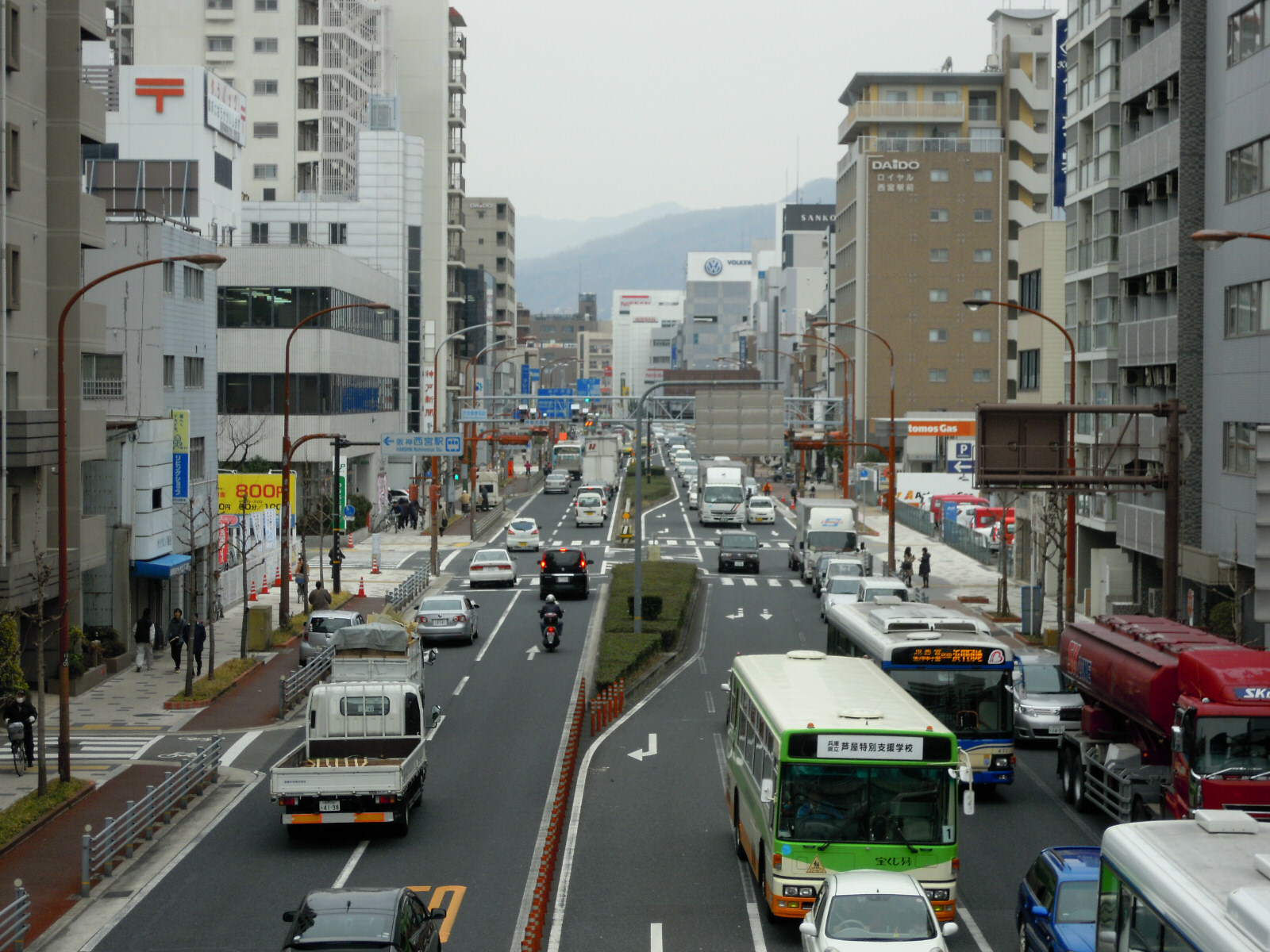
西宮市内区間

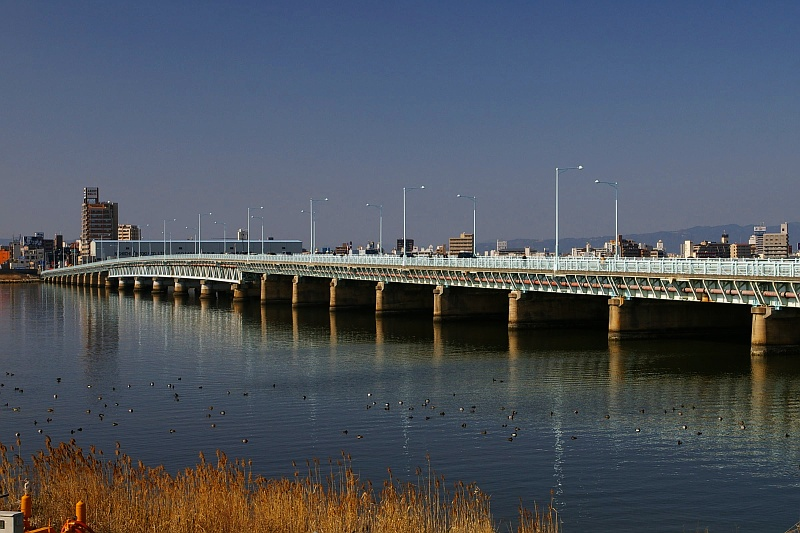
淀川大橋

阪神国道（はんしんこくどう）は、国道2号のうち大阪府大阪市から兵庫県神戸市に至る区間の通称である。成り立ちは、大正時代末期に旧道に対する新道として建設されたバイパス道路で、その時の事業名「阪神国道改築工事」がその後も通称として定着した。並行する第二阪神国道（国道43号）の開通後は、第一阪神国道の意から「一国」と呼称される。

## 道路諸元
- 起点：大阪府大阪市此花区上福島二丁目（現福島区福島）
- 終点：兵庫県神戸市灘区岩屋（現岩屋中町一丁目）
- 総延長：26.688km
  - 大阪府：4.452km
  - 兵庫県：22.236km
- 幅員：15間（≒27.3m）
  - 車道：11間（≒20.0m）、うち開通当初は軌道3間（≒5.5m）を含む
  - 歩道：2間（≒3.6m）×2

1926年竣工当時の情報

## 歴史

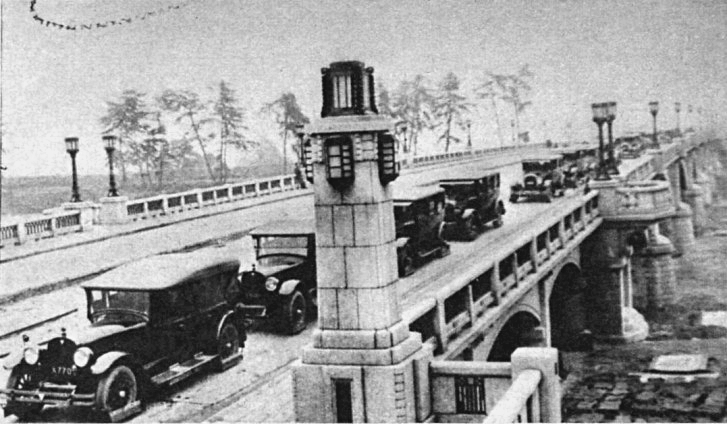
1926年12月25日、開通時の武庫大橋

大阪より神戸に至るいわゆる阪神間の国道は、1885年（明治18年）2月24日に内務省告示第6号国道表により国道26号として初めて指定された。その後、1920年（大正9年）4月1日に道路法に基づく「路線認定」が施行され、国道2号として指定されるが、この頃大戦景気を発端とした阪神工業地帯の勃興や、それに伴う都市部への人口急増により、短い距離で大阪と神戸の大都市に挟まれた阪神地域の陸上交通は急激にその重要性を高めていた。
それにもかかわらず当時の阪神地域の国道2号は、かつての梅田街道・大和田街道・中国街道・西国街道の沿線がそのまま市街地化したため、幅員が2間（3.6m）程度しかない曲がりくねった狭隘路で、特に大阪市西淀川区姫島町（現姫島）、大和田町（現大和田）、尼崎市本町通（現西本町）、西宮市今津町（現今津各町）、武庫郡本庄村青木（現神戸市東灘区青木）は既に市街化しており狭隘屈曲著しいものだった。中でも尼崎市内の区間では多くの歩行者・自転車や行き交う馬車が入り乱れ、その中に入った自動車は抜け出すことすら困難な様相だった。また全線にわたり鉄道や軌道との平面交差が6か所存在し、これも円滑な交通を阻害する要因であった。
- 1923年（大正12年）12月9日 - 阪神国道改築工事起工式挙行。
- 1926年（昭和元年）12月25日 - 開通。
- 1927年（昭和2年）7月1日 - 路線上に路面電車の阪神国道電軌（翌年以降阪神国道線）西野田（後に野田） - 神戸東口（後に東神戸）間開業。
- 1952年（昭和27年）12月4日 - 新道路法に基づく「路線指定」で「一級国道2号」として指定される。
- 1965年（昭和40年）4月1日 - 道路法改正により一級と二級の区別が撤廃されて「一般国道2号」となる。
- 1969年（昭和44年）12月14日 阪神国道線の西灘 - 東神戸間0.9kmを廃止。
- 1974年（昭和49年）3月17日 阪神国道線の上甲子園 - 西灘間14.4kmを廃止。
- 1975年（昭和50年）5月6日 阪神国道線の残存区間10.7km廃止により全区間廃止。

## 通称
近年は国道2号に指定されていることから二国（にこく）と呼ばれることが多い。「二国」は本来第二阪神国道（国道43号）の通称であるが、こちらも国道43号から取った43（よんさん）という通称に置き換わりつつある。なお、第二阪神国道が開通するまでの通称は阪国（はんこく）であった。

## 通過市町村
- 大阪府
  - 大阪市（福島区 - 西淀川区）
- 兵庫県
  - 尼崎市 - 西宮市 - 芦屋市 - 神戸市（東灘区 - 灘区）

## 阪神国道に由来する事物
- 阪神国道駅
- 阪神国道線（当道路に敷設されていた路面電車）
- 阪神国道自動車（阪国バス、現在の阪神バス）